# Kung av sand
Kung av sand, text och musik av Per Gessle, är en ballad som släpptes på singel den 31 juli 1995 av den svenska popgruppen Gyllene Tider. Singeln nådde som bäst 31:a plats under de tre veckor den låg på den svenska singellistan. Melodin testades på Tracks, där den låg i tio veckor under perioden 26 augusti–28 oktober 1995, och bland annat toppade listan.

## Låtlista
1. Kung av sand – 4:40
2. Du är en gangster, älskling! – 3:30

## Listplaceringar
| Lista (1995) | Position |
| ------------ | -------- |
| Sverige      | 31       |

## Coverversioner
Gruppen Munkarna spelade 2005 in sången på coveralbumet 1:a kapitlet, där de sjöng poplåtar som gregoriansk sång.

## Publikation
- Barnens svenska sångbok, 1999, under rubriken "Gladsång och poplåt".